# Фелібри

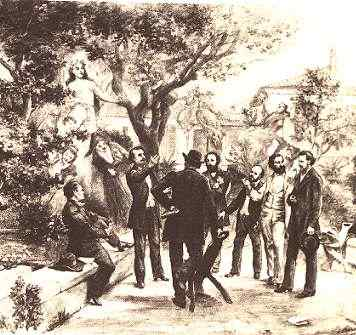
Зустріч фелібрів у 1854 році: Фредерік Містраль, Жозеф Руманій, Теодор Обанель, Жан Брюне, Поль Жієра, Ансельм Матьє, Альфонс Тавау

Фелі́бри (окс. Félibrige) – літературний рух, створений 21 травня 1854 року з метою відродження провансальської літератури та окситанської мови.

## Історія й сьогодення
Установчі збори відбулися в замку Фон-Сеґюнь (Шатонеф-де-Гадань, департамент Воклюз). У зборах взяли участь Фредерік Містраль та шестеро його друзів, провансальських поетів. Метою літературного руху проголошувалося відродження окситанської (чи за словами Містраля, провансальської) мови, впорядкування орфографії та інших мовних норм. Рух Фелібрів активний і сьогодні. Фелібри виступають за регіональну різноманітність мов і культур, і, зокрема, за розвиток окситанської літератури й мови. Організація має свої осідки в 32 департаментах, у яких розмовляють окситанською мовою чи певним її діалектом. З 1945 року роботі Фелібрів сприяє Інститут окситанських студій (Institut d'études occitanes), заснований в місті Тулуза.  
У місті Со департаменту О-де-Сен в «Парку Фелібрів», прикрашеному бюстами визначних провансальських письменників, проводяться щорічні святкування «les Fêtes Félibréennes de Sceaux», присвячені окситанській культурі.

## Основні представники
- Фредерік Містраль – Лауреат Нобелівської премії з літератури
- Жозеф Руманій
- Теодор Обанель
- Жан Брюне
- Поль Жієра
- Ансельм Матьє
- Альфонс Тавау